# A Burglar for a Night (film 1918)
A Burglar for a Night è un film muto del 1918 diretto da Ernest C. Warde.

## Trama
A Hong Kong, William Neal aiuta, contro una banda di teppisti che lo hanno assalito, Kirk Marden. Ritornati negli Stati Uniti, a New Yori, Kirk chiede ancora l'aiuto di William per difendersi da un gruppo che complotta di prendere il controllo della ferrovia appartenente a suo padre. William insegna allora al giovane come aprire la cassetta di sicurezza dei suoi rivali per ottenere le prove delle loro acquisizioni. Mentre sta rubando dalla cassaforte, viene sorpreso da Janet Leslie, la figlia di uno dei suoi avversari. Per impedirle di testimoniare contro di lui, la costringe a sposarlo. Kirk, alla fine, metterà d'accordo i gruppi rivali e i due giovani, riconoscendo di amarsi, potranno iniziare la loro vita insieme.

## Produzione
Il film fu prodotto dalla Paralta Plays Inc.

## Distribuzione
Distribuito dalla W.W. Hodkinson, uscì nelle sale cinematografiche USA il 4 agosto 1918.